# مارلو، آلمان
شهر مارلو، آلمان (به آلمانی: Marlow, Germany) در ایالت مکلنبورگ-فورپومن در کشور آلمان واقع شده‌است.